# Erik Weihenmayer
Erik Weihenmayer (n. 1968) foi o primeiro alpinista cego a escalar o Monte Everest, no dia 25 de maio de 2001. Devido ao seu feito, recebeu um prêmio da ESPN e da Idea. Escalou todas as sete montanhas mais altas dos sete continentes, os chamados Sete Cumes. Weihenmayer foi também professor de ginásio.